# Wawarsing
Wawarsing es un pueblo ubicado en el condado de Ulster en el estado estadounidense de Nueva York. En el año 2000 tenía una población de 12,889 habitantes y una densidad poblacional de 38 personas por km².

## Geografía
Wawarsing se encuentra ubicado en las coordenadas 41°2′45″N 74°21′27″O / 41.04583, -74.35750. Según la Oficina del Censo, la ciudad tiene un área total de 346,7 km² (133,9 mi²), de la cual 338 km² (130,5 mi²) es tierra y 8,1 km² (3,1 mi²) (2.32%) es agua.